# گوران روبیل
گوران روبیل (انگلیسی: Goran Rubil؛ زادهٔ ۹ مارس ۱۹۸۱) بازیکن فوتبال اهل کرواسی بود.
از باشگاه‌هایی که در آن بازی کرده‌است می‌توان به باشگاه فوتبال نانت، باشگاه فوتبال هایدوک اسپلیت، باشگاه فوتبال شونان بلمار، باشگاه فوتبال آستراس تریپولی، و باشگاه فوتبال رییکا اشاره کرد.
وی همچنین در تیم‌های ملی فوتبال زیر ۱۹ سال و زیر ۲۱ سال کرواسی بازی کرده‌است.